# Justin Baldoni
Justin Louis Baldoni, född 24 januari 1984 i Los Angeles i Kalifornien, är en amerikansk skådespelare och filmskapare. Han är mest känd för att spela rollen som Rafael Solano i The CW-serien Jane the Virgin (2014–2019), samt för att regissera långfilmerna Five Feet Apart (2019), Clouds (2020) och Det slutar med oss (2024). Han är uppvuxen i staden Medford, belägen i den amerikanska delstaten Oregon.
Justin Baldoni är sedan år 2013 gift med skådespelerskan Emily Baldoni (född Fuxler), som ursprungligen kommer ifrån svenska Uppsala. Makarna har två barn (en dotter och en son) tillsammans, födda år 2015 och 2017.

## Filmografi (i urval)

### Filmer
- 2008 – The House Bunny (i rollen som servitör)
- 2019 – Five Feet Apart (regissör och producent)
- 2020 – Clouds (regissör och producent)
- 2024 – Katten Gustaf – Filmen (exekutiv producent)
- 2024 – Det slutar med oss (i rollen som Ryle Kincaid, samt även regissör och exekutiv producent)

### TV-serier
- 2004 – The Young and the Restless (TV-serie) (i rollen som Ben)
- 2005 – På heder och samvete (TV-serie) (i rollen som Azzam)
- 2005 – Förhäxad (TV-serie) (i rollen som Salko)
- 2005–2006 – Everwood (TV-serie) (i rollen som Reid Bardem, återkommande)
- 2007 – CSI: Miami (TV-serie) (i rollen Damon Argento)
- 2008 – Zack och Codys ljuva hotelliv (TV-serie) (i rollen som Diego)
- 2009 – Heroes (TV-serie) (i rollen som Alex Woolsey)
- 2010 – Glamour (TV-serie) (i rollen som Graham Darros)
- 2010 – CSI: New York (TV-serie) (i rollen som Heath Kirkfield)
- 2013 – Happy Endings (TV-serie) (i rollen som Marcus)
- 2014–2019 – Jane the Virgin (TV-serie) (i rollen som Rafael Solano, huvudroll)
- 2017 – Madam Secretary (TV-serie) (i rollen som Kevin Park)